# Ethmia distigmatella
Ethmia distigmatella is een vlinder uit de familie grasmineermotten (Elachistidae). De wetenschappelijke naam is voor het eerst geldig gepubliceerd in 1874 door Erschoff.
De soort komt voor in Europa.